# 노비크네제바츠

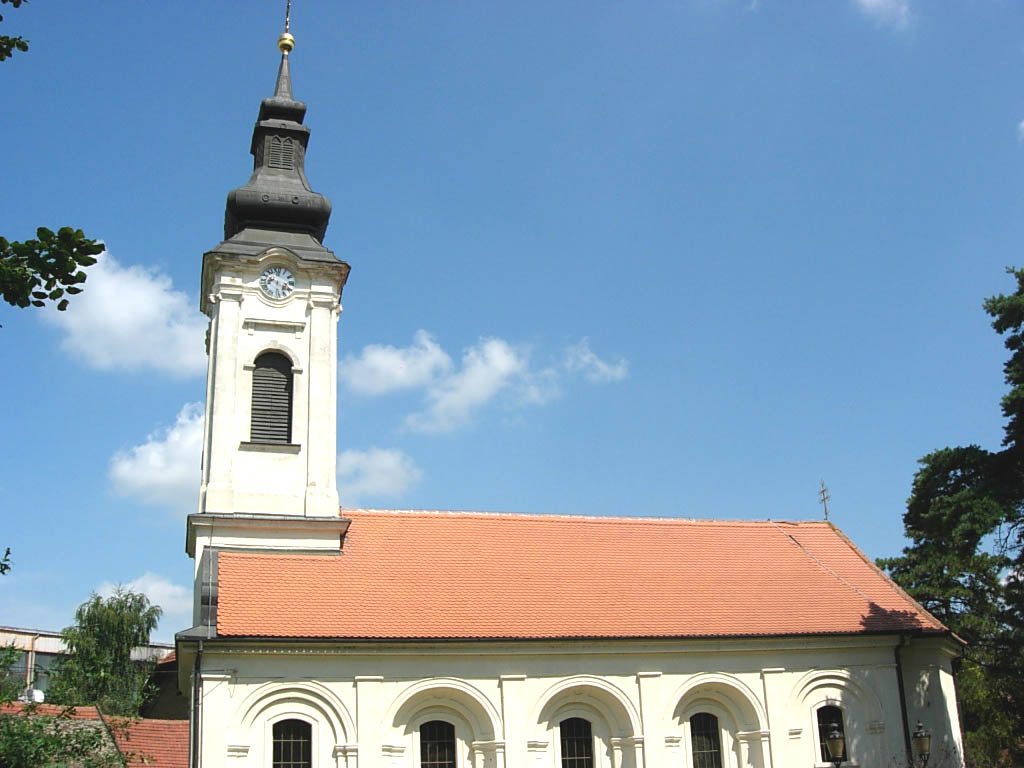
노비크네제바츠 정교회 교회당

노비크네제바츠(세르비아어: Нови Кнежевац, Novi Kneževac, 헝가리어: Törökkanizsa 퇴뢰커니저[*])는 세르비아 보이보디나 북바나트 구에 위치한 도시로 면적은 305.0km2, 인구는 11,269명(2011년 기준)이다. 도시 이름은 세르비아어로 "왕자의 새로운 집"을 뜻한다.

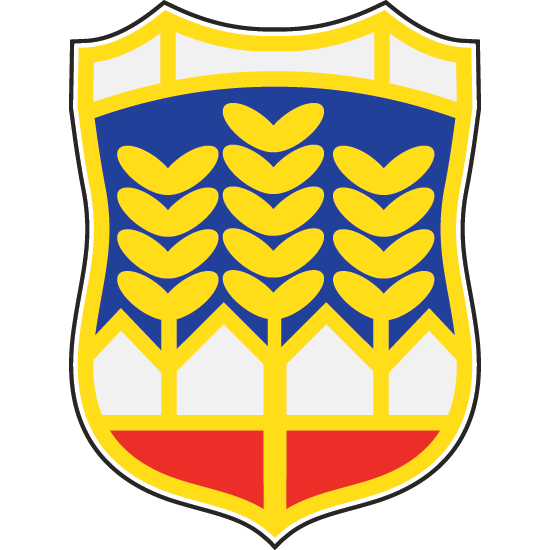
시 문장

## 인구
| 연도  | 인구   | ±% p.a. |
| ----- | ------ | ------- |
| 1948  | 17,311 | —       |
| 1953  | 17,680 | +0.42%  |
| 1961  | 17,831 | +0.11%  |
| 1971  | 16,509 | −0.77%  |
| 1981  | 15,026 | −0.94%  |
| 1991  | 13,816 | −0.84%  |
| 2002  | 12,975 | −0.57%  |
| 2011  | 11,269 | −1.55%  |
| 출처: |        |         |

## 같이 보기
- 북바나트구